# Enallopsammia

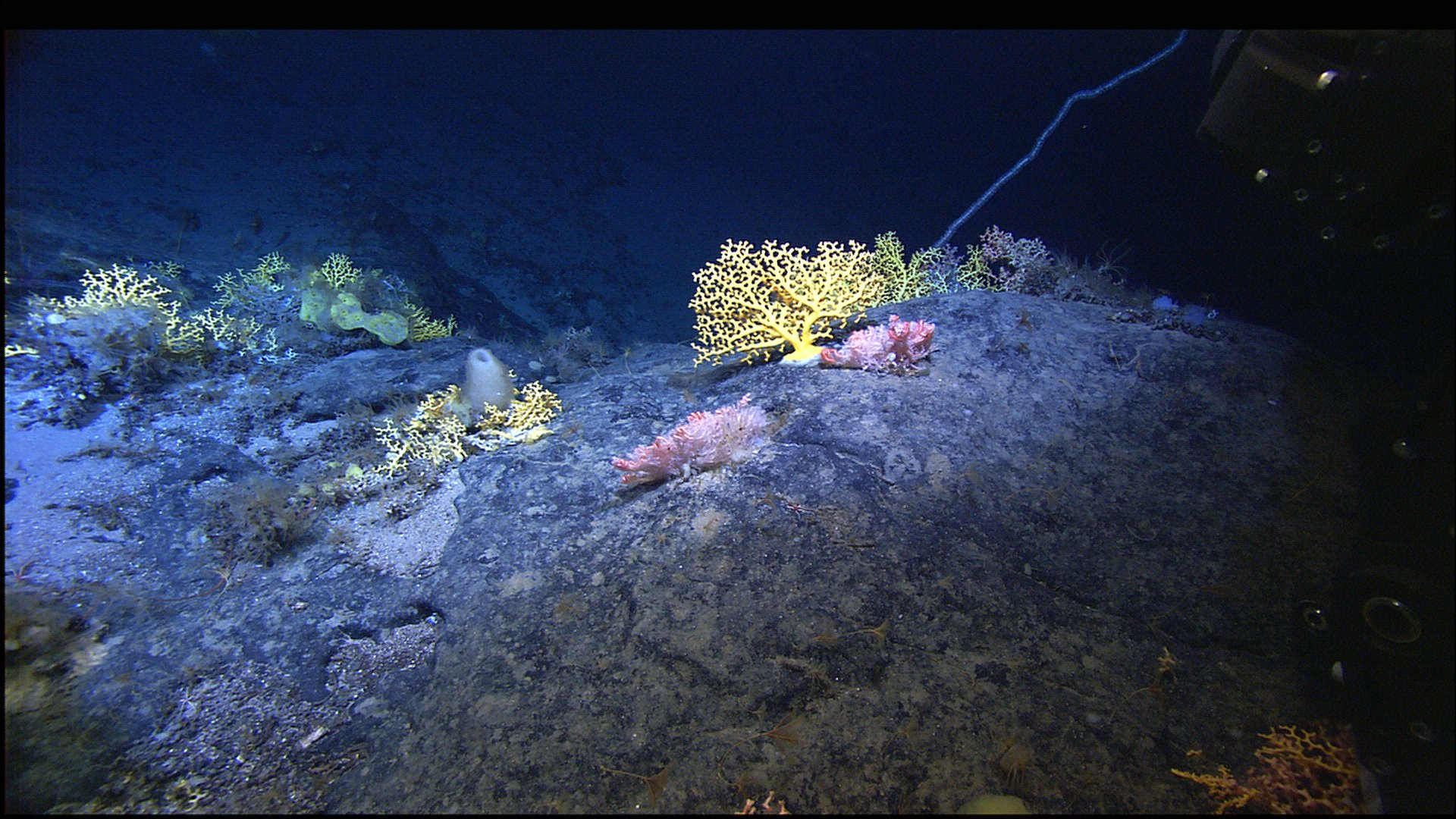
Enallopsammia en cadena montañosa marina de Nueva Inglaterra.

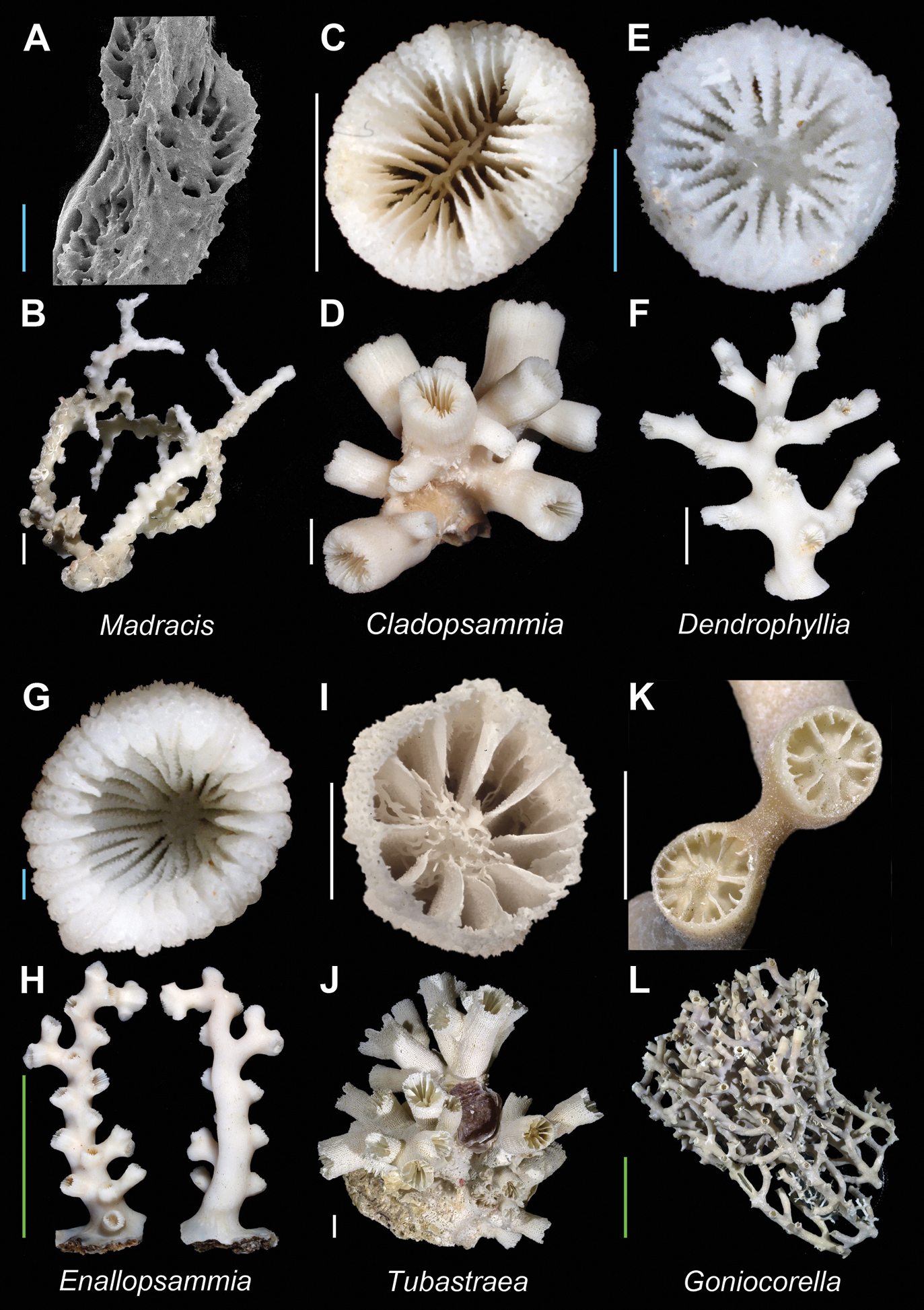
Figuras G y H: Vistas superior del cáliz y de la colonia del esqueleto de Enallopsammia.

''Enallopsammia'' es un género de coral perteneciente a la familia  Dendrophylliidae, orden Scleractinia. Posee esqueleto externo compuesto de carbonato cálcico, por lo que contribuye a la generación de nuevos arrecifes en la naturaleza.

## Especies
Este género contiene las siguientes especies:
- Enallopsammia profunda. (Pourtalès, 1867)
- Enallopsammia pusilla. (Alcock, 1902)
- Enallopsammia rostrata. (Pourtalès, 1878)

## Morfología
Las especies del género no poseen zooxantelas, las algas simbiontes que conviven con la mayoría de los corales.
Las colonias de estos corales son de forma dendroide, o arborescentes. La base es masiva y la ramificación ocurre después del primero, segundo o tercer coralito. Estos suelen formarse solo en un lado de las ramas.
El tejido que recubre la colonia, o coenosteum, es de color amarillo.  
Los tentáculos de sus pólipos presentan células urticantes, denominadas nematocistos, empleadas en la caza de presas de zooplancton. Estos tentáculos generalmente son amarillos. Tan solo se suelen extender por la noche o en condiciones mínimas de iluminación.

## Alimentación
Al no poseer zooxantelas, se alimentan exclusivamente del plancton que capturan con sus tentáculos durante la noche, y de materia orgánica disuelta en el agua. 

## Reproducción
Las colonias se forman por reproducción asexual extratentacular.
Producen larvas pelágicas nadadoras, fertilizadas internamente. Una vez eyectadas al exterior, las larvas deambulan por la columna de agua, arrastradas por las corrientes, antes de metamorfosearse en pólipos que se adhieren al sustrato y generan un esqueleto, comenzándo su vida sésil.

## Hábitat y distribución
El género Enallopsammia se distribuye en el Indo-Pacífico y el Atlántico, incluido el mar Mediterráneo.
Profundidad: de 110-2165 m.
Suele encontrarse en montañas y lomas marinas, adherido a rocas.